# Nathalia Novaes

Nathalia Novaes de Alcantara, é uma modelo brasileiraque ficou conhecida pela sua obsessão em emagrecer e entrar nos padrões exigidos pelo mercado. 

## Percurso
Nathalia jejuava por longos períodos, e por vezes, foi hospitalizada por excesso de diuréticos e não conseguia adormecer por sentir fome.
Ganhou 20 quilos e voltou ao mercado.  Como plus size fotografou para marcas como Ralph Lauren   e Marina Rinaldi e Chromat. 
É integrante do documentário "Embrace" e “Straight/Curve”, de Jenny McQuaile  que pretende redefinir padrões de beleza disseminados pela indústria da moda e promover a aceitação das particularidades dos diferentes corpos por meio da discussão sobre a falta de diversidade nas passarelas e na mídia.
Nathalia é idealizadora, em parceria com as modelos Fabiana Saba e Luma Grothe, do projeto “Todas Juntas”. Trata-se de um canal no YouTube no qual debatem temas relacionados ao empoderamento feminino, auto-estima e promovem a união entre mulheres e modelos.